# Салдус

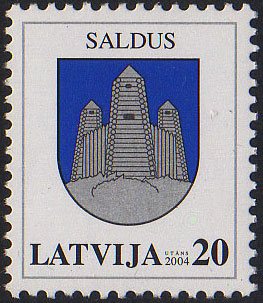
Герб города на почтовой марке
2004 года

Са́лдус (латыш. Saldusо файле; до 1917 года — Фра́уэнбург, также Фрауенбург) — город на юго-западе Латвии, административный центр Салдусского края.

## История
Первый раз в исторических источниках Салдус упоминается в 1253 году под названием Салдене в договоре о разделе Курсы, по которому Салденский край — «земля между Скрундой и Земгале» («terra inter Scrunden un Zemgale») — отдавалась в распоряжение Ливонского ордена.
Приблизительно в 1341 году недалеко от куршского поселения Ливонский орден выстроил каменную крепость под названием Фрауэнбург (нем. Frauenburg). Со временем вокруг замка вырос небольшой городок, о существовании которого свидетельствует христианское кладбище, обнаруженное недалеко от замка. В 1625 году в замке поселился герцог Фридрих, но свой расцвет Фрауэнбург пережил во времена правления герцога Якоба (в 1664—1682 годах). В годы Северной войны, в 1701 году замок на время стал резиденцией шведского короля Карла XII. Строение пострадало от нападения шведов уже в 1659 году, а в битвах Северной войны оно было полностью разрушено. В результате войн и чумы вымерли все жители городка.
Восстановление города началось в 1856 году, когда на левом побережье реки Циецере отмерили первые 42 участка для застройки города. Это можно считать рождением нынешнего Салдуса. В 1870 году к нему были присоединены ещё 114 десятин земли.
В 1897 году из 3570 жителей Фрауэнбурга лютеране составляли 2279 человек, иудеи — 1159.
Статус города получил в 1917 году.
В ходе Великой Отечественной войны 29 июня 1941 года был оккупирован немецко-фашистскими войсками. Освобождён 8 мая 1945 года войсками Ленинградского фронта — 119-й гвардейской стрелковой дивизией 7 гвардейского стрелкового корпуса 10-й гвардейской армии в ходе блокады курляндской группировки противника.
С 1950 года являлся районным центром. В 2009 году стал центром Салдусского края.

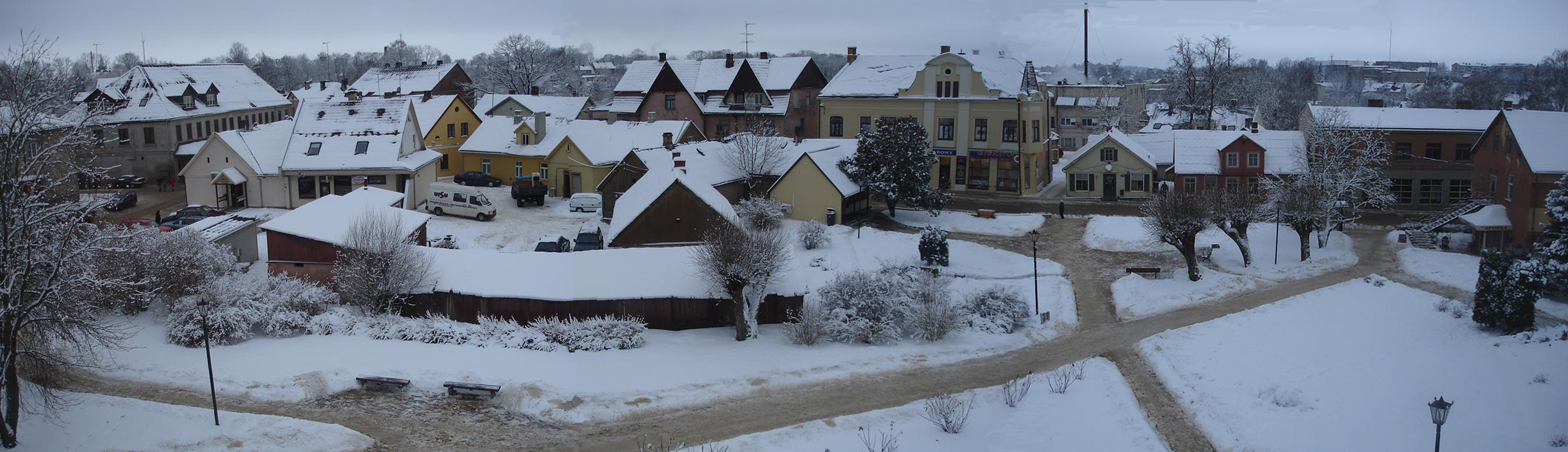
Панорама города

## Экономика
В городе расположен Салдусский пищевой комбинат.

## Транспорт

### Железнодорожное сообщение
Железнодорожная станция Салдус на линии Елгава — Лиепая.

### Автодороги
Город пересекают трассы A9 Рига — Скулте — Лиепая и P105 Бутнари — Салдус — Эзере. Салдус — конечный пункт для региональных автомобильных дорог P108 Кулдига — Салдус и P109 Кандава — Салдус.

## Известные жители и уроженцы
- Бесерис, Эгонс (1932—1984) — актёр театра и кино
- Донат, Урсула (род. 1931) — немецкая легкоатлетка
- Дунсдорф, Эдгар (1904—2002) — историк
- Лагуна, Иева (род. 1990) — латышская модель
- Мейкалиша, Ария (род. 1952) — латвийский учёный, правовед, первая и единственная женщина-генерал в Латвии
- Розенталс, Янис (1866—1916) — художник

## Побратимы
- Лидербах (Таунус)
- Бахмут[9]

В 2022 году Салдус объявил о прекращении побратимский связей с Сергиевым Посадом из-за вторжения России на Украину.